# Háromszínű papagájamandina
A háromszínű papagájamandina (Erythrura trichroa) a madarak osztályának a verébalakúak (Passeriformes) rendjébe, ezen belül a díszpintyfélék (Estrildidae) családjába tartozó faj. Kedvelt díszmadár.

## Rendszerezése
A fajt Heinrich von Kittlitz német ornitológus írta le 1835-ben, a Fringilla nembe Fringilla trichroa néven.

## Alfajai
Tizenkét alfaja létezik, melyek mind külső megjelenésben, mind élőhelyüket tekintve különbözőek.
- Erythrura trichroa trichroa (Kittlitz, 1835) – Kosrae (Mikronézia)
- Erythrura trichroa cyanofrons (Layard, 1878) – tömege például 9 gramm – Új-Hebridák, Loyauté-szigetek
- Erythrura trichroa sanfordi (Stresemann, 1931) – Celebesz
- Erythrura trichroa modesta (Wallace, 1862) – Halmahera (Fűszer "Maluku"-szigetek)
- Erythrura trichroa pinaiae (Stresemann, 1914) – 18 grammot nyom – Buru, Seram
- Erythrura trichroa sigillifera (de Vis, 1897) – Ausztrália, Új-Guinea
- Erythrura trichroa eichhorni (Hartert, 1924) – Szt. Mátyás-szigetek
- Erythrura trichroa pelewensis (Kuroda, 1922) – Palau-szigetek
- Erythrura trichroa woodfordi (Hartert, 1900) – Salamon-szigetek
- Erythrura trichroa clara (Takatsukasa & Yamashina, 1831) – Chuuk, Pohnpei (Mikronézia)
- Erythrura trichroa eichhorni Hartert, 1924
- Erythrura trichroa macgillivrayi Mathews, 1914[2]

## Előfordulása
Ausztrália, Indonézia, Mikronézia, Pápua Új-Guinea, Palau, a Salamon-szigetek, Vanuatu és Új-Kaledónia területén honos. 
Természetes élőhelyei a szubtrópusi és trópusi síkvidéki esőerdők, száraz erdők, mangroveerdők és cserjések, valamint legelők és szántóföldek. Állandó, nem vonuló faj.

## Megjelenése
Testhossza 12 centiméter, testtömege 12-16 gramm. A homloka és a fejoldalak kobaltkék színűek. A belső karevezők zöldek, a többi feketés színű, zöldes szegéllyel. A farktollak barnásfeketék, vöröses árnyalattal. A test többi részének tollai zöldek, felül sötétebb árnyalattal. A nemek hasonlóak.
|  |

## Életmódja
Tápláléka fűfélék és leginkább különböző bambuszfajok érett magvaiból és rovarokból áll.

## Szaporodása
A szaporodási időszaka októbertől februárig tart. Fészkét száraz fűszálakból és levelekből sziklaüregekbe készíti. A fészekalj 3-7 tojásból áll, melyek 13-14 napig kotlik. A fiókák 20-21 napig maradnak a fészekben.

## Természetvédelmi helyzete
Az elterjedési területe nagyon nagy, egyedszáma pedig stabil. A Természetvédelmi Világszövetség Vörös listáján nem fenyegetett fajként szerepel.